# Heusden Koers 1962
De 14e editie van de Belgische wielerwedstrijd Heusden Koers werd verreden op 16 augustus 1962. De start en finish vonden plaats in Heusden. De winnaar was Gilbert Desmet II, gevolgd door Piet van Est en Jos Wouters.

## Uitslag
| Heusden Koers 1962 |                   |                        |         |
| Plaats             | Naam              | Ploeg                  | Tijd    |
| Winnaar            | Gilbert Desmet II | Wiel's-Groene Leeuw    | 3u21'0" |
| 2                  | Piet van Est      | Flandria-Faema-Clément | 5"      |
| 3                  | Jos Wouters       | Solo-Terrot            | z.t.    |

1929 · 1930-1935 · 1936 · 1937 · 1938 · 1939 · 1952 · 1953 · 1954 · 1955 · 1956 · 1957 · 1958 · 1959 · 1960 · 1961 · 1962 · 1963 · 1964 · 1965 · 1966 · 1967 · 1968 · 1969 · 1970 · 1971 · 1972 · 1973 · 1974 · 1975 · 1976 · 1977 · 1978 · 1979 · 1980 · 1981 · 1982 · 1983 · 1984 · 1985 · 1986 · 1987 · 1988 · 1989 · 1990 · 1991 · 1992 · 1993 · 1994 · 1995 · 1996 · 1997 · 1998 · 1999 · 2000 · 2001 · 2002 · 2003 · 2004 · 2005 · 2006 · 2007 · 2008 · 2009 · 2010 · 2011 · 2012 · 2013 · 2014 · 2015 · 2016 · 2017 · 2018 · 2019 · 2020 · 2021 · 2022 · 2023